# Ousmane Baldé
Pour les articles homonymes, voir Baldé.
Ousmane Baldé, né le 31 décembre 1989 à Conakry, est un footballeur international guinéen évoluant au poste de milieu défensif au CSO Amnéville.

## Biographie

### Carrière en club
Après avoir joué avec l'équipe réserve du Paris Saint-Germain de 2010 à 2012, il joue une saison avec la réserve de Getafe (2012-2013). Il passe ensuite à Fréjus, puis à Tours. Il joue avec Fréjus, cinq matchs dans le championnat de National, mais doit se contenter de la CFA2 avec Tours.
En 2015, il signe pour l'équipe portugaise d'Olhanense et joue une saison en deuxième division. Il dispute avec cette équipe 29 matchs en championnat, inscrivant un but. En 2016, il est transféré à Vereya et joue deux saisons en première division bulgare. Il dispute un total de 30 matchs dans le championnat de Bulgarie, marquant un but.
En janvier 2019, il revient à Tours.

### Carrière en sélection nationale
Il joue pour la première fois en équipe de Guinée le 24 mars 2017, en participant à un match amical contre le Gabon (score : 2-2). Par la suite, il joue quatre matchs rentrant dans le cadre des éliminatoires du mondial 2018. Il reçoit un total de sept sélections lors de l'année 2017 ; mais aucune en 2018.